# Robelela
Robelela è un villaggio del Botswana situato nel distretto Centrale, sottodistretto di Bobonong. Il villaggio, secondo il censimento del 2011, conta 829 abitanti.

## Località
Nel territorio del villaggio sono presenti le seguenti 1 località:
- Dikgatlhong Dam Workers Camp di 219 abitanti